# Svenskt sigill
Svenskt Sigill är en miljömärkning för svensk mat och blommor.
Märkningen står för att råvaran/produkten är:
- Garanterat svensk, med spårbarhet från gård till butik
- Producerad med djuromsorg utöver lagkraven
- Producerad med omsorg om miljö och klimat
- Säker och GMO-fri

Det fanns år 2020 omkring 4000 företag som är certifierade enligt Svenskt Sigills standard inom inriktningarna mjölk, gris, nötkött, kyckling, frukt & grönt, spannmål och oljeväxter, lamm, prydnadsväxter och biodling samt även grundcertifiering gris och livsmedel. Det finns även en högre nivå på certifiering som ger rätt att använda märket Svenskt Sigill Klimatcertifierad eller Svenskt Sigill Naturbeteskött. 
Svenskt Sigill drivs sedan 2001 av företaget Sigill Kvalitetssystem AB, ett dotterbolag till Lantbrukarnas Riksförbund, LRF. 